# Сехбрук
Сехбрук (нід. Segbroek) — один з районів міста Гаага, Нідерланди. Збудований значною мірою між другою половиною 19 століття та Другою світовою війною на місці сільськогосподарських угідь та Сехбруцького польдеру. Є третім найбільш заселеним районом Гааги, станом на 2020 рік в ньому проживали 62 416 людей.

## Історія
Розвиток району був частиною ширшого процесу роширення Гааги в західному та північному напрямках. Розбудова району почалась в другій половині 19 століття, в часи Промислової революції коли населення Гааги збільшилось втричі протягом 50 років. На той час територія району була частиною муніципалітету Лосдейнен (з 1923 район Гааги). В другій половині 20 століття населення району скорочувалось, втім приблизно в 2005 населення почало знову зростати, в першу чергу за рахунок студентів та мігрантів зі Східної Європи. В 1988 році район ввійшов до складу Гааги.

## Адміністративний поділ
Район складається з нейборгудів:
- Регентесеквартір (нід. Regentessekwartier)
- Фалкенбосквартір ен Хестербюрт (нід. Valkenboskwartier en Heesterbuurt)
- Фрухтенбюрт (нід. Vruchtenbuurt)
- Бомен ен Блуменбюрт (нід. Bomen- en Bloemenbuurt)
- Фогелвайк (нід. Vogelwijk)

## Населення
Станом на 2020 рік в районі проживали 62 416 людей. З них 58.9 % Голандського походження, що вище за середню кількість по Гаазі в цілому: 44.3 %. Середня річна заробітна плата в районі також є вищою за середню Гаазьку : 41 582€ в Сехбруці проти 39 700€ в Гаазі загалом, що вказує на те що Сехбрук є одним з найбільш заможних районів міста.

## Пам'ятки

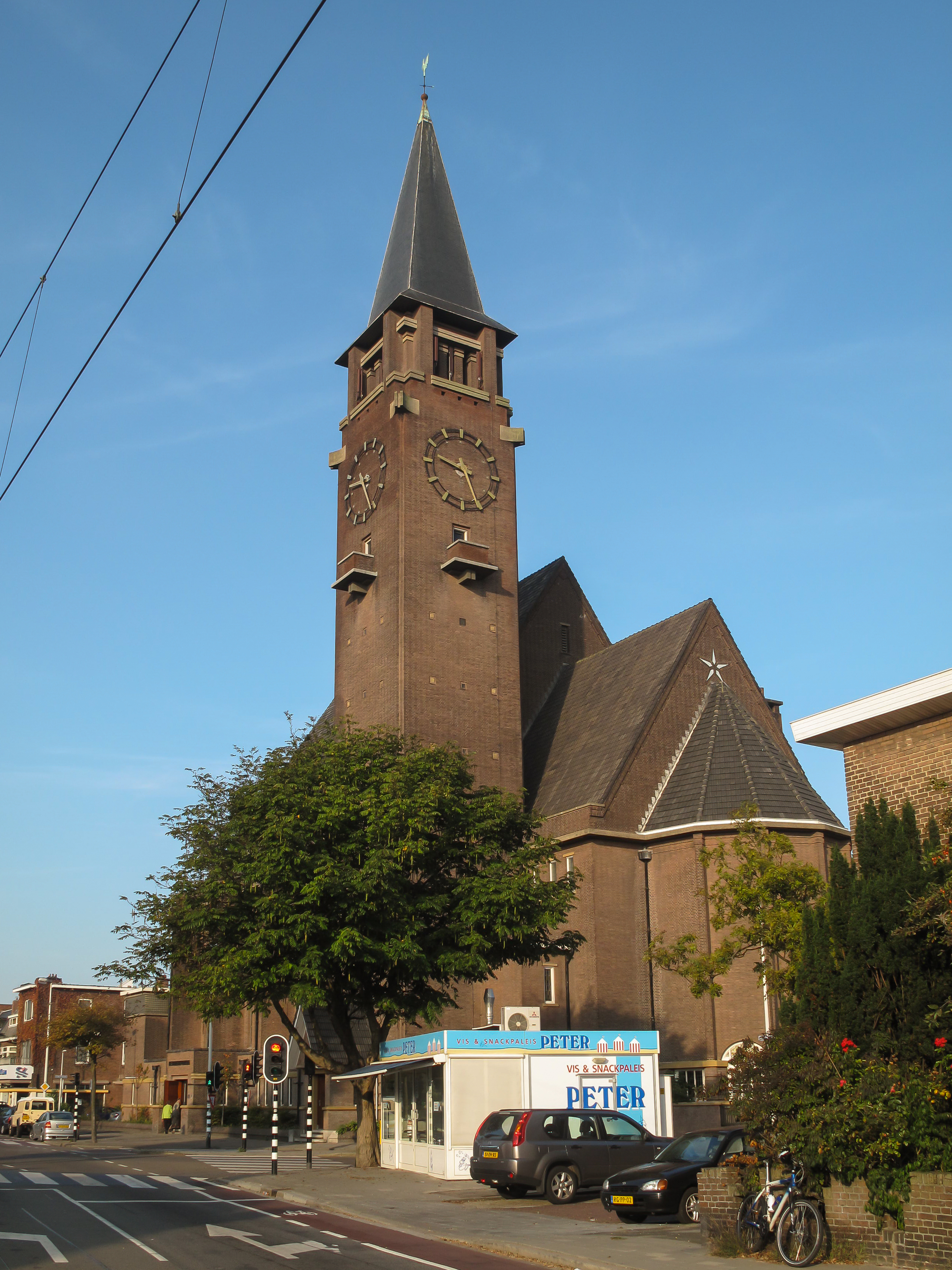
Вифлеємська церква (Bethlehemkerk)

В районі знаходяться багато пам'яток місцевого значення, наприклад будівля Вифлеємської церкви (нід. Bethlehemkerk) збудована в 1929-1931 роках в стилі Нової Гаазької Школи та вцілілі укріплення Атлантичного Валу.